# Пензенское реальное училище
Пензенское реальное училище — общеобразовательное учебное заведение в городе Пензе, приравнивавшееся к средним учебным заведениям. Основано в 1882 году.
Основной курс обучения составлял 6 классов. Высший, 7-й класс, имел математический уклон, готовил учащихся для поступления в вузы. 
В 1918 году Реальное училище было реорганизовано в 21-ю единую трудовую школу. После этого неоднократно меняла название, став, в итоге, средней школой № 4. Ныне — Многопрофильная гимназия № 4 «Ступени» г. Пензы. 
С 1 июля 1904 функционировало в специально построенном здании, корпуса которого выстроены в 1900–1904 годах по проекту архитектора А. П. Максимова. Училище разместилось вдоль улицы ул. Лекарская (сейчас ул. Володарского), примкнув под прямым углом к старому зданию по ул. Никольской (ныне – Карла Маркса).
Сохранившееся до наших дней здание Пензенского реального училища, в котором ныне располагается Многопрофильная гимназия № 4 «Ступени» г. Пензы, является памятником истории и культуры регионального значения (Пензенская область).

## Известные выпускники
- Брыкин, Александр Евстафьевич (1895—1976) — советский военно-морской деятель, инженер-вице-адмирал.
- Введенский, Алексей Иванович (1898—1972) — систематик и флорист, исследователь флоры Средней Азии.
- Кислов, Александр Ильич (1875—1937) — генерального штаба генерал-майор, участник русско-японской, первой мировой и гражданской войны в России.
- Косматов, Леонид Васильевич (1900/1901—1977) — советский кинооператор, заслуженный деятель искусств РСФСР.
- Ставский, Владимир Петрович (1900—1944) — советский писатель и журналист.
- Уклеин, Владимир Николаевич (1898—1986) — российский и европейский архитектор.